# Georg Kafka
Georg Kafka (geboren 15. Februar 1921 in Teplitz-Schönau, tschechisch Teplice-Šanov, Tschechoslowakei; gestorben Ende 1944 im KZ-Außenlager Schwarzheide) war ein tschechoslowakischer Schriftsteller deutscher Sprache.

## Leben
Georg Kafka war laut Jürgen Serke ein weitläufiger Verwandter von Franz Kafka. Er besuchte die Volksschule in Teplice, dann das humanistische Gymnasium. Das Abitur machte er 1939 am deutschen Stephansgymnasium in Prag. Er besuchte ein jüdisches Seminar für Elementar- und Bürgerschullehrer und unterrichtete danach an einer Schule. Im Sommer 1942 wurde Kafka in das Ghetto Theresienstadt deportiert, wo er szenische Gedichte verfasste. Am 15. Mai 1944 begleitete er seine Mutter freiwillig nach Auschwitz und wurde von dort zur Zwangsarbeit in das KZ-Außenlager Schwarzheide in Brandenburg verlegt.
Gershon Kingsley übersetzte 1997 das Gedicht Segen der Nacht ins Englische und vertonte es. Dietrich Lohff vertonte das Totengebet.
Segen der Nacht

Ich bin, Geliebte, Gottes schmaler Spiegel, 

In den er blickt, eh’ er zur Ruhe geht. 

Mein Herz ist seines Ringes rotes Siegel, 

Das er dem Abend aufprägt, eh’ er ganz verweht. 

 

Ich bin, Geliebte, Gottes Silberschale, 

Aus der er oft des Schlummers Rotwein trinkt, 

Von deren tiefem Grunde wie aus einem Tale 

Des bleichen Monds das Lied der Schwermut klingt. 

 

Ich war, Geliebte, Gottes stummer Spiegel. 

Nun sing ich in der Ferne leise Lieder 

Zur Laute dir, wenn rings die Sterne steigen. 

 

Mein Herz war Gottes abendrotes Siegel. 

Nun spricht er zu mir aus der Sterne Schweigen: 

“in meinem Garten sehet ihr euch wieder...” 

## Werke
- Alexander in Jerusalem. Drama. Ms. 1943
- Der Tod des Orpheus. Szenisches Gedicht. Ms. 1943
- 4 Gedichte
- Märchen vom Regen und dem goldenen Kipferl. Ms. 1943

Siehe H. G. Adler: Theresienstadt 1941–1945 : das Antlitz einer Zwangsgemeinschaft; Geschichte, Soziologie, Psychologie. 2., verb. und erg. Aufl. Tübingen: Mohr, 1960, S. 759